# Mystic River
Mystic River is een Amerikaans misdaad-mystery uit 2003 onder regie van Clint Eastwood. Het scenario is gebaseerd op dat uit het gelijknamige boek van Dennis Lehane. Zowel hoofdrolspeler Sean Penn als bijrolspeler Tim Robbins won voor de film een Academy Award, terwijl de productie tevens genomineerd was voor de Oscars voor beste film, beste regie, beste scenario en beste bijrolspeelster (Marcia Gay Harden). Mystic River won daarnaast meer dan vijftig andere internationale prijzen, waaronder twee Golden Globes (Robbins en Penn), twee National Board of Review Awards (Penn en beste film), twee Golden Satellite Award (Penn en beste scenario), een Screen Actors Guild Award (Robbins), een César, een Blue Ribbon Award (beide voor beste buitenlandse film) en de Gouden Koets op het Filmfestival van Cannes 2003.

## Inhoud

### Proloog
De elfjarige jongetjes Dave Boyle (Cameron Bowen), Jimmy Markum (Jason Kelly) en Sean Devine (Connor Paolo) groeien samen op in de fictieve buurt Buckingham Flats in Boston. Wanneer ze buiten aan het spelen zijn, zien ze dat er pas beton is gestort en besluiten ze hun namen erin te schrijven voor het hard wordt. Wanneer Dave als derde aan de beurt is, wordt hij halverwege het schrijven kwaad aangesproken door een man die net uit zijn auto stapt en zich introduceert als politieagent. Dave moet instappen om samen met de agent met zijn moeder te gaan praten over het vernielen van de openbare ruimte. Op de passagiersstoel van de auto draait een man met een ring met een crucifix erop zich om naar Dave en kijkt hem verlekkerd aan. Ze komen nooit aan bij Daves moeder, want de man die hem meenam is geen agent. Vier dagen later ontsnapt Dave uit de vieze kelder waarin hij gevangen werd gehouden en herhaaldelijk misbruikt. Hij komt lichamelijk gezond thuis, maar vermijdt verder contact met Sean en Jimmy.

### Verhaal
Meer dan twintig jaar later is Dave (Tim Robbins) getrouwd met Celeste (Marcia Gay Harden), met wie hij samen zoontje Michael (Cayden Boyd) kreeg. Hij is een liefdevolle vader, maar sinds zijn traumatische ervaringen altijd een beetje een zonderling gebleven. Hij heeft nog steeds contact met Jimmy (Sean Penn), die een plaatselijke sigarenwinkel bestiert maar ook wat oneerbare daden op zijn kerfstok heeft. Zo heeft hij twee jaar in de gevangenis gezeten voor een overval. Jimmy woont samen met zijn tweede echtgenote Annabeth (Laura Linney) en hun dochters Sara (Jillian Wheeler) en Nadine (Celine du Tertre). Daarnaast woont Jimmy's negentienjarige en daarmee oudste dochter Katie (Emmy Rossum) bij ze, die Jimmy kreeg met zijn overleden eerste vrouw Marita. Met Sean (Kevin Bacon) hebben ze allebei al jaren geen contact meer, hoewel ze hem af en toe toevallig tegenkomen. Hij werkt als inspecteur van de politie in de stad. Zes maanden geleden is hij verlaten door zijn hoogzwangere vrouw Lauren (Tori Davis), die hem nog regelmatig belt, maar nooit een woord zegt zodra ze hem aan de telefoon krijgt. Ze weten allebei nog niet wat de toekomst is van hun relatie.
Wanneer Dave 's avonds in café McGills een borrel zit te drinken, ziet hij Jimmy's dochter Katie binnenkomen met haar vriendinnen Eve Pigeon (Ari Graynor) en Diane Cestra (Zabeth Russell). Hij glimlacht even naar ze wanneer de meisjes de bar opklimmen en daar beginnen te dansen. Om drie uur diezelfde nacht hoort Celeste Dave door de voordeur komen en gaat hem tegemoet. Hij zit onder het bloed en heeft een verwonding aan zijn hand. Hij vertelt haar dat iemand hem probeerde te overvallen, maar dat hij zo kwaad werd dat hij de overvaller bijna dood heeft geslagen. Celeste speurt de volgende morgen de krant na, maar kan niets vinden over een overval en ook op televisie ziet ze er nergens iets over.
Katie komt de volgende morgen niet opdagen op haar werk in de sigarenwinkel van haar vader. Haar auto wordt onder het bloed gevonden en Sean wordt er met zijn collega Whitey Powers (Laurence Fishburne) naartoe geroepen. Zij vinden Katie dood terug in een berenkuil in het bos. Ze is met een hard voorwerp meermaals op haar hoofd geslagen en twee keer met een vuurwapen beschoten. Ze is niet seksueel misbruikt. Sean moet voor het eerst in jaren weer met zijn jeugdvriend Jimmy gaan praten om hem te vertellen dat zijn oudste dochter vermoord is. Hij verzekert Jimmy ervan dat hij en Powers er alles aan gaan doen om de dader te vinden. Jimmy zegt toe het aan de politie over te laten, maar suggereert tussen de zinnen door dat die wel op moet schieten, omdat Jimmy anders zelf met zijn criminele vrienden uit het verleden - de Savage-broers Val (Kevin Chapman), Nick (Adam Nelson) en Kevin (Robert Wahlberg) - het op hun manier op zal lossen. Jimmy vertelt Sean ook dat Katie officieel vrijgezel was, maar dat hij vrijwel zeker weet dat ze iets had met buurtjongen Brendan Harris (Tom Guiry). Dit hield ze voor hem verborgen omdat hij de familie Harris niet vertrouwt. De overval waarvoor Jimmy de gevangenis in moest, pleegde hij samen met Brendans vader Ray. Die ging destijds vrijuit omdat hij Jimmy aan de politie verraadde. Daarom vertrouwt Jimmy Rays zoons Brendan en de doofstomme "Silent" Ray (Spencer Treat Clark) door associatie ook niet. Katies vriendinnen Eve en Diane bevestigen aan Sean dat Katie iets had met Brendan. Ze was op de dag van haar verdwijning eigenlijk van plan samen met Brendan naar Las Vegas te vliegen en daar buiten het zichtveld van haar vader met hem te trouwen.
Sean krijgt een anoniem telefoontje van een jongen die meldt dat hij bij een auto staat die onder het bloed zit. Wanneer Sean om zijn naam vraagt, zegt hij niet te weten hoe ze heet, vertelt hij waar de auto staat en hangt vervolgens op. Het blijkt te gaan om de auto van Katie. Dave vertelt later dat hij Katie die avond in de bar gezien heeft, zij rond kwart voor een vertrokken is en hij ongeveer een kwartier later. Hij zegt dat hij zijn hand verwond heeft tijdens het verzetten van een kast. Het valt Celeste op dat Dave zich anders gedraagt sinds de nacht dat hij om drie uur onder het bloed thuiskwam. Ze zegt Sean dat ze toen sliep en hem niet thuis heeft horen komen, maar realiseert zich wel dat Dave tegen Sean een andere reden gaf voor de verwonding aan zijn hand. Tegen haar vertelt Dave de laatste tijd meer over de ontvoering uit zijn kindertijd dan hij ooit deed en hij praat over kindermisbruikers in metaforen over vampieren en weerwolven, die zij niet begrijpt.
Hoewel Sean denkt aan Brendan als hoofdverdachte, denkt Whitey zeker te weten dat Dave meer over de moord op Katie weet. Hij vermoedt dat Sean dit niet ziet vanwege zijn vroegere vriendschap met Dave, maar stemt ermee in om eerst Brendan een test met een leugendetector af te nemen. Nadat die daar niettemin glansrijk doorheen komt, wordt Dave meegenomen voor verhoor. Hij vertelt Whitey dat hij zijn hand verwond heeft tijdens een ongelukje met de afvalverwerker. Het bloed in Daves auto blijkt van hemzelf te zijn, maar Whitey wijst erop dat er in de kofferbak bloed van een andere bloedgroep is aangetroffen. Dave geeft hierop geen antwoord, maar zet Whitey klem door hem te vertellen dat zijn auto illegaal in beslag is genomen. Whitey weet dat hij gelijk heeft en een advocaat tijdens een rechtszaak hierdoor gehakt van zijn argument over het bloed zou maken. Hij moet Dave voorlopig laten gaan. Sean verneemt dat uit onderzoek is gebleken dat Katie is beschoten met kogels uit een vuurwapen waarmee Brendans vader Ray in de jaren 80 vermoedelijk een slijterij heeft overvallen. Ray zelf is alleen al jaren spoorloos. Zijn eigen zoons spreken of zien hem ook nooit.

### Climax
Celeste gaat naar Jimmy en brengt hortend en stotend uit dat ze er inmiddels van overtuigd is dat Dave Katie vermoord heeft. Zijn verhalen sluiten niet op elkaar aan en zijn warrig, hoewel hij haar gezworen heeft niets met de dood van Katie te maken te hebben. Brendan wordt geconfronteerd met het gegeven dat Katie is beschoten met zijn vaders pistool. Hij blijft niettemin volhouden dat zijn vader helemaal geen pistool had, hoewel hij beter weet. Thuis gaat hij naar zijn geheime bergplaats en komt erachter dat het pistool weg is.
De broers Savage pikken Dave op en nemen hem mee naar de kroeg om samen flink aan de drank te gaan. Dave vindt het vreemd, maar stemt in. Terwijl hij al een flink stuk in zijn kraag heeft, voegt ook Jimmy zich bij hen en voert Dave nog meer alcohol. Die wordt op zeker moment zo misselijk dat hij naar buiten loopt om te braken. Jimmy en de Savages komen hem achterna en gooien het ineens over een andere boeg. Jimmy wil dat Dave toegeeft dat hij Katie heeft vermoord, maar Dave blijft ontkennen. Jimmy wordt hardhandiger en bedreigt Dave met een geweer. Als Dave toegeeft dat hij Katie heeft vermoord mag hij blijven leven. Dave vertelt daarop dat hij die bewuste nacht wel een moord heeft gepleegd, maar niet op Katie. Hij liep op straat toen hij in een auto een man een minderjarige jongen zag misbruiken. Dit riep bij Dave zoveel oud zeer op, dat hij de jongen heeft weg laten rennen. De man heeft hij vermoord, in zijn achterbak gegooid en zijn lijk verstopt. Omdat Jimmy blijft dreigen met het pistool, zegt Dave daarna dat hij Katie heeft vermoord. Daarna steekt Jimmy hem neer en maakt hem af met het pistool. Jimmy dumpt het lichaam van de dode Dave in de plaatselijke rivier, de Mystic. Het zal daar waarschijnlijk nooit worden gevonden, want Jimmy vermoordde jaren terug Brendans vader Ray vanwege diens verraad en dumpte hem op dezelfde plaats. Dat is ook nooit uitgekomen. Het geld dat Brendan maandelijks anoniem van zijn vader denkt toegestuurd te krijgen, komt van Jimmy.
Wanneer Jimmy de volgende morgen met een kater op zijn stoep zit, komt Sean hem vertellen dat de moord op Katie is opgelost. Brendans doofstomme broer Ray en diens beste vriend John O'Shea (Andrew Mackin) hebben alles bekend, nadat Brendan zijn broer in elkaar geslagen heeft. Ray en John waren met het pistool van Ray's vader aan het spelen en wilden een grap met Katie uithalen toen zij langsreed. Dit pakte verschrikkelijk verkeerd uit. Uit angst verraden en bestraft te worden hiervoor, zijn ze daarop de toen nog levende Katie achterna gegaan, hebben ze haar vermoord en gedumpt in het bos. Sean wil ook graag van Jimmy weten of die weet waar Dave uithangt. Het lijk van een veroordeelde pedofiel is vermoord aangetroffen. Hij heeft dezelfde bloedgroep als het bloed uit Daves kofferbak en daarom wil Sean hem graag spreken. Jimmy beseft dat Dave hem de waarheid vertelde. Hij verzon alle andere smoesjes over de verwonding aan zijn hand omdat hij bang was te worden opgepakt voor moord, maar had met het doden van Katie niets te maken.

## Rolverdeling
| Acteur              | Personage               |
| ------------------- | ----------------------- |
| Sean Penn           | Jimmy Markum            |
| Tim Robbins         | Dave Boyle              |
| Kevin Bacon         | Sean Devine             |
| Laurence Fishburne  | Whitey Powers           |
| Marcia Gay Harden   | Celeste Boyle           |
| Laura Linney        | Annabeth Markum         |
| Tom Guiry           | Brendan Harris          |
| Spencer Treat Clark | "Silent" Ray Harris jr. |
| Andrew Mackin       | John O'Shea             |
| Emmy Rossum         | Katie Markum            |
| Jenny O'Hara        | Esther Harris           |
| Kevin Chapman       | Val Savage              |
| Adam Nelson         | Nick Savage             |
| Robert Wahlberg     | Kevin Savage            |
| Cayden Boyd         | Michael Boyle           |
| John Doman          | de chauffeur            |
| Tori Davis          | Lauren Devine           |
| Jonathan Togo       | Pete                    |
| Will Lyman          | FBI-agent Birden        |
| Ari Graynor         | Eve Pigeon              |
| Ken Cheeseman       | vriend van Dave         |
| Michael McGovern    | reporter in 1975        |
| Kevin Conway        | Theo Savage             |
| Eli Wallach         | mr. Loonie              |

## Trivia
- Buckingham Flats is geen echt bestaande buurt in Boston.
- De eigenaar van de slijterij die Ray sr. ooit overviel, wordt gespeeld door Eli Wallach, die in 1966 met regisseur Eastwood in The Good, the Bad and the Ugly speelde.
- Jimmy heet in het boek "Marcus" met zijn achternaam, in plaats van "Markum".
- Een van de mensen die in de slotscène zwaaiend voorbijkomt in de parade, is Dennis Lehane, de schrijver van het boek Mystic River.